# نه‌ضلعی
| نه‌ضلعی منتظم                 | نه‌ضلعی منتظم                                                                   |
| ---------------------------- | ------------------------------------------------------------------------------ |
| یک نه‌ضلعی منتظم              |                                                                                |
| اضلاع و رأس‌ها                | ۹                                                                              |
| نماد اشلفلی                  | ۹}                                                                             |
| مساحت (با طول ضلع >a</math>) | {\displaystyle {\frac {9}{4}}a^{2}\cot {\frac {\pi }{9}}\simeq 6.18182\,a^{2}} |
| زاویه داخلی (درجه)           | {\displaystyle 140}                                                            |

در هندسه، نه ضلعی به یک چند ضلعی محدب می‌گویند که نه ضلع داشته باشد.
نه ضلعی منتظم مرکز تقارن دارد

## نه‌ضلعی منتظم
یک نه‌ضلعی منتظم دارای ضلع‌ها و زاویه‌های داخلی برابر است. اندازهٔ زاویه‌های داخلی هر رأس آن ۱۴۰ درجه و مساحت آن از رابطهٔ زیر به دست می‌آید:

{\displaystyle A={\frac {9}{4}}a^{2}\cot {\frac {\pi }{9}}\simeq 6.18182\,a^{2}.}

### روش رسم
رسم یک نه‌ضلعی منتظم بدون استفاده از خط‌کش و پرگار امکان‌پذیر نیست. پویانمایی زیر، یکی از روش‌های تقریبی رسم نه‌ضلعی منتظم را نشان می‌دهد: